# Rjozo Suzuki
Rjozo Suzuki (japonsko 鈴木 良三), japonski nogometaš, * 16. julij 1939, Saitama, Japonska.
Za japonsko reprezentanco je odigral 24 uradnih tekem.